# اس. دونالد استوکی
اس. دونالد استوکی (انگلیسی: S. Donald Stookey؛ زاده ۲۳ مهٔ ۱۹۱۵ - درگذشته ۴ نوامبر ۲۰۱۴) یک دانشمند در زمینه فیزیک‌دان و شیمی‌دان اهل ایالات متحده آمریکا یود.